# Стас Прудкий
Станіслав Володимирович Прудкий (18 серпня 1988, Умань) — український режисер, продюсер, бізнесмен. Власник бренду Kelep Crew.

## Життєпис
Народився 18 серпня 1988 року в родині військових. Закінчив музичну школу по класу фортепіано, після чого вступив в Уманське музичне училище на спеціальність «Диригент хору». В училищі самостійно навчився грати на гітарі і ударних.
Мріючи про кар'єру рок-музиканта, але відчуваючи нестачу вродженого артистичного таланту, у 2007 році вступає в Київський національний університет культури і мистецтв на Кафедру режисури естради та масових свят, маючи бажання отримати комплексні знання про цю сферу.
Однак, розчарувавшись у підході системи освіти до підготовки кадрів для творчих спеціальностей, йде працювати помічником режисера до Державного гастрольно-концертного центру України. Через велику кількість відряджень часу на навчання бракувало, тому з ІІ курсу почався ланцюг виключень та поновлень, що врешті закінчився переходом на заочну форму навчання.
У 2010 році, стомившись від концертної режисури, починає працювати на телеканалі СТБ, де до 2013 року мандрує такими проектами як Битва екстрасенсів, «Детектор брехні», «Феномен», Україна має талант та X-Фактор. Паралельно з цим він активно займається музикою, відвідує курси по sound production та виступає як діджей.
Звільнившись з СТБ, недовго працює на каналі 1+1, а потім влаштовується на канал ТВі, на посаду режисера відділу реклами. Але після того як у 2014 керівництво каналу відмовилось виплачувати колективу заробітну плату, разом з іншими активістами виступив проти порушення прав робітників. Результатом стало блокування, а пізніше й закриття каналу.
На наступний день після звільнення з ТВі Прудкому пропонують роботу на ICTV у проекті «Ранок у великому місті».

## Майдан та війна
До Революції Гідності Стас Прудкий долучається вже після побиття студентів 30 листопада 2013 року. На той час він працював на телеканалі ТВі, що вважався опозиційним, і активно висвітлював події Майдану. Тож вдень Стас працював, а вночі патрулював периметр від тітушок у складі активістів громадянського руху Спільна Справа.
Після початку російської агресії долучається до громадського об'єднання «Синдикат», що проводить військові вишколи для громадського населення, готує та забезпечує добровольців. Прудкий знімає відео, організовує культурні заходи для збору коштів військовим, а також виступає у ролі речника об'єднання.
14 жовтня 2014 року за запрошенням батальйону ОУН, у складі якого воювали активісти Синдикату, Прудкий разом з товаришами йде на ходу на честь свята українського козацтва. Внаслідок заворушень, які відбулись в той день під Верховною Радою, його затримують та інкримінують 296 статтю КПК, частину 4 (хуліганство з застосуванням холодної та вогнепальної зброї). Починається довгий процес судової тяганини. Прудкого відпускають під запобіжний захід, на домашній арешт строком три місяці. Але після цього справу не закривають понад три роки
.
Після закінчення арешту, Стас долучається до фонду Повернись живим: пише статті для сторінки та періодично їздить у зону бойових дій з волонтерською допомогою.

## Бізнес
У кінці 2015 року разом з товаришем по Майдану, волонтерству та соціальним ініціативам, Олександром Лозінським, починають спільну роботу над підприємством з пошиття продукції спортивного та військового спрямування, переважно сумки, рюкзаки, а також спеціальне спорядження.
У 2017 році створює магазин «Kelep Crew», що спеціалізується на продажі чоловічих аксесуарів, ножів та хенд-шоків (hand-shok).
Більшість представлених товарів магазину розроблені особисто Прудким і виконані дружніми йому фірмами: Big Bitters Ink (Кременчук) та V-Art (Умань).
Також на базі Kelep Crew реалізується продукція одного з найхаризматичних українських виробників бойових ножів, компанії Blade Brothers Knives.

## Ножовий бій
Весною 2015 року готуючись до можливих небезпек, позв'язаних з поїздками у гарячі точки, Прудкий проходить тренінг зі стрес підготовки «Броньований розум», автором якого є головний тренер клубу ножового та паличного бою Fratria Fortis Костянтин Ульянов (більше відомий як Вальде Хан). Наступні два роки вони підтримують зв'язок, а у 2017 році за спільною ініціативою створюють youtube-канал «Valde Khan», який став першим у російськомовному сегменті youtube профільним каналом на тему ножового бою, який підійшов до питання з наукової точки зору та педагогічною методичністю.
У цьому ж році вони започатковують і проводять фестиваль ножового бою та збройових єдиноборств «Valholl DviЖ», що запланований як щорічний захід для популяризації цього виду спорту.